# Peaches Bartkowitz
Jane Peaches Bartkowicz, född i 16 april 1949, Detroit, Michigan, USA. Amerikansk högerhänt professionell tennisspelare.
Peaches Bartkowicz är känd som en av de nio första kvinnliga tennisspelare som 1970 tecknade proffskontrakt för Virginia Slims Circuit. Hon nådde stora framgångar som junior och vann 18-årsklassen i Amerikanska mästerskapen  tre säsonger i följd (1965-67). År 1964 vann hon juniorklassen upp till 15 år i Wimbledonmästerskapen. Två gånger, 1969 och 1970, vann hon singeltiteln i Swedish Open i Båstad.
Peaches Bartkowicz deltog 1969 och 1970 i det amerikanska Fed Cup-laget. Hon spelade totalt 7 matcher och vann alla. Hon deltog i Cup-finalen 1969 som USA vann över Australien varvid Bartkowicz spelade dubbeln tillsammans med Nancy Richey. Paret besegrade Margaret Smith Court/Judith Tegart med 6-4, 6-4.
Hon deltog i det amerikanska Wightman Cup-laget 1968.
Peaches Bartkowicz spelade med dubbelfattad backhand.